# Bathysauropsis
Bathysauropsis — рід авлопоподібних риб, єдиний у родині Bathysauropsidae.

## Поширення
Один вид широко поширений в океанах Південної півкулі, інший біля берегів Індонезії

## Класифікація
Рід містить два види:
- Bathysauropsis gracilis (Günther, 1878)
- Bathysauropsis malayanus (Fowler, 1938)